# برند دووینو
برند دووینو (انگلیسی: Bernd Duvigneau؛ زادهٔ ۳ دسامبر ۱۹۵۵) قایقران کانو اهل آلمان بود.